# Sara Mortensen
Sara Mortensen (Parigi, 10 dicembre 1979) è un'attrice francese.
È nota per il ruolo di Coralie Blain nella serie televisiva Bella è la vita e per quello della giovane autistica Astrid Nielsen, esperta di criminologia, in Astrid et Raphaëlle. È anche apparsa nel ruolo principale ricorrente del capitano Emma Thélier, nella serie TV poliziesca Les Mystères de... così come in molte altre serie e numerosi film e film per la TV.

## Biografia
Sara Mortensen è figlia di un artista visivo e di Elisabeth Mortensen, attrice, insegnante di teatro e regista norvegese. Parla correntemente francese, norvegese e inglese. Dopo aver frequentato l'École Internationale Bilingue e un anno di hypokhâgne, ha conseguito un master in storia.
Dal 2001 al 2004 è entrata a far parte della scuola di recitazione Cours Florent e ha diretto un cortometraggio, Facteur chance.

### Carriera
Sara Mortensen è un'attrice di teatro, televisione e cinema. È apparsa nelle serie: Engrenages et Femmes de loi (2008), Joséphine, ange gardien (2014), Clem (2015) e nei film 15 ans et demi (2008), Un uomo e il suo cane (2009), 30° Couleur (2012), Vicky (2015), Good Luck Algeria e L'Idéal (2016) di Frédéric Beigbeder. Nel 2016, ha interpretato Cindy, cuoca e cantante rock, nella seconda stagione di Chefs e poi Kristina in Ha i tuoi occhi . Nel 2017 ha interpretato una poliziotta nella seconda stagione di Contact su TF1 poi nel 2018 e 2019, nei film TV Les Mystères de la basilique (con Isabel Otero), poi in Les Mystères du Bois Galant e Les Mystères de l'école de gendarmerie, su France 3, dal 2018 al 2020. Nel giugno 2019, la sua partecipazione a Bella è la vita è stata interrotta, ed è stata sostituita da Coralie Audret. Dal 2019 interpreta Astrid Nielsen, una giovane autistica che collabora con le forze dell'ordine, nella serie poliziesca Astrid et Raphaëlle, con Lola Dewaere, in cui recita anche sua madre Elisabeth Mortensen, nel ruolo della madre di Astrid.

## Vita privata
Sara Mortensen ha una relazione con Bruce Tessore che interpreta Nicolas Berger in Bella è la vita, che ha incontrato durante le riprese della serie. Ha un figlio da una precedente relazione.